# Troféu Roquette Pinto
Troféu Roquette Pinto (Trophée Roquette Pinto) est un prix brésilien créé en 1950 et supprimé en 1982. Il était destiné à récompenser des artistes de la radio et de la télévision.
Le prix est organisé par José Blota Júnior (pt) et RecordTV et était connu aussi comme « Ruquette Pinto ».

## Histoire
Le prix est créé en 1950 en hommage à Edgar Roquette-Pinto (en), considéré comme le père de l'audiovisuel au Brésil. Le trophée était une statuette en forme de perroquet chantant devant un micro.
Au début, il ne concerne que la radio dans l'État de Sao Paulo, mais à partir de 1952 s'étend aussi à la télévision. Le prix compte vingt-six éditions : la première remise du prix a lieu le 16 décembre 1952, organisée par l'ACRSP (Association des commentateurs radio de l'État de Sao Paulo). En 1968, le ministère de l'Éducation et de la Culture (en) institue un Trophée Roquette Pinto pour les meilleurs scénaristes du Brésil.
En 1971, le prix a été supprimé par la RecordTV qui l'a repris temporairement en 1978. La dernière édition du Trophée a eu lieu en 1982. RecordTV est l'actuel détenteur des droits sur le prix.